# Hosur, Hospet
Hosur là một làng thuộc tehsil Hospet, huyện Bellary, bang Karnataka, Ấn Độ.